# Telebasis obsoleta
Telebasis obsoleta là một loài chuồn chuồn kim trong họ Coenagrionidae.
Telebasis obsoleta được Selys miêu tả khoa học năm 1876.